# 4th Maine Infantry
Le 4th Maine Volunteer Infantry Regiment entre en service à Rockland, dans le Maine, le 20 mai 1861, avec le colonel Hiram G. Berry comme son commandant. Il reçoit quatre compagnies du comté de Knox, une de Searsport, de Winterport, de Wiscasset, et de Damariscotta, et deux de Belfast. En tout, 1 085 hommes, y compris la fanfare du régiment, s'enrôlent. Le régiment quitte le service le 19 juillet 1864, à l'expiration de son terme d'engagement. Les volontaires vétérans et les recrues sont transférés dans le 19th Maine Infantry. Des 1 440 hommes qui ont servi dans le régiment pendant la guerre de 170 hommes ont été tués au combat ou des suites de blessures reçues au combat. 443 autres ont été blessés, 137 hommes sont morts de maladie, et 40 hommes sont morts dans les prisons confédérées.

## Combats
- Première bataille de Bull Run

### Campagne de la Péninsule
- Yorktown
- Williamsburg

Le 5 mai 1862 lors de la bataille de Williamsburg, le régiment  est détaché de la brigade de Birney sur ordre du général Heintzelman alors qu'il approche du front. Avec le 3rd Maine Infantry, il est séparé du reste de la brigade de Birney, qui comprend le 38th New York Infantry et l'aile droite du 41st New York Infantry. Plus tard dans la bataille, il rejoint la brigade avec le 3rd Maine Infantry et les deux régiments sont envoyés au front pour relever les deux régiments de New York. Le 4th Maine Infantry est le premier à pénétrer dans les ouvrages confédérés, aux côtés d'un piquet de cent douze hommes du 105th Pennsylvania Infantry.
- Seven Pines
- Gaines Mill
- White Oak Swamp
- Malvern Hill

### Campagne de Virginie septentrionale
- Deuxième bataille de Bull Run
- Chantilly[note 1]

- Fredericksburg
- Chancellorsville

Le régiment prend part à la bataille de Chancellorsville (30 avril-6 mai 1863) au sein de la deuxième brigade de la première division du IIIe corps de l'armée du Potomac(p454),.
- Gettysburg[note 3]

### Campagne de Bristoe

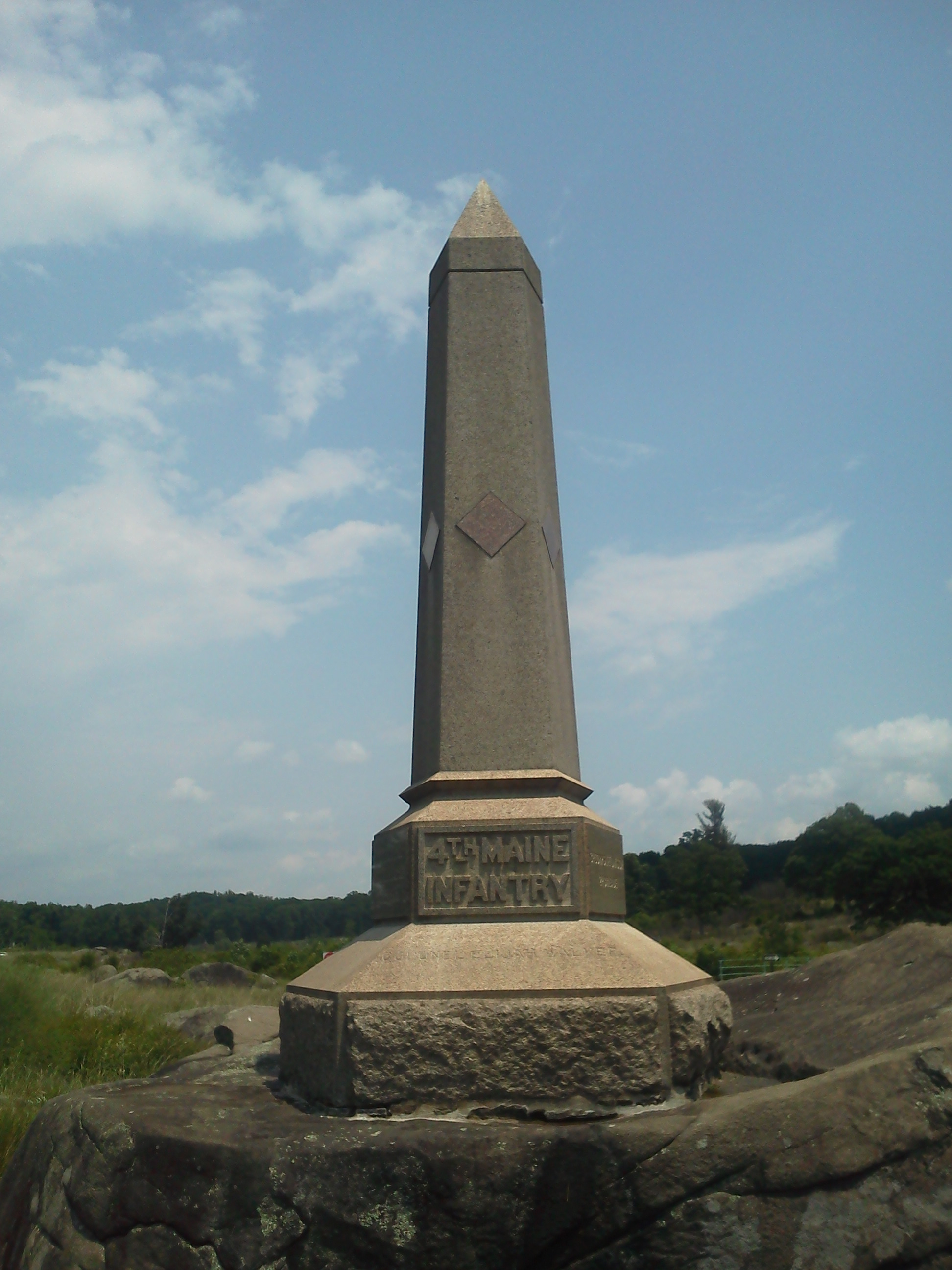
Monument en mémoire du 4th Maine Infantry érigé sur le champ de bataille de Gettysburg.

- Wapping Heights
- Kelly's Ford

- Mine Run
- Wilderness
- Spotsylvania
- Po River
- North Anna
- Totopotomy
- Cold Harbor

## Nombre de victimes et effectif total
Le 4th Maine Infantry a vu l’enrôlement de 1 440 hommes au cours de son existence. 170 hommes ont été tués au combat ou des suites de blessures reçues au combat, avec 443 autres blessés. 137 autres hommes sont morts de la maladie, et 40 hommes sont morts dans les prisons confédérées.